# 豪特罗达
豪特罗达（德語：Hauteroda，發音：[haʊtəˈʁoːda]）是德国图林根州基夫霍伊瑟县曾经的一个市镇，面积12.66平方千米，2017年12月31日人口为501人。2019年1月1日，豪特罗达所属的施米克山麓管理共同体解散，其与另外5个成员市镇合并为新市镇安德施米克。